# Кёльнское курфюршество
Курфюршество Кёльнское (нем. Kurfürstentum Köln, нем. Kurköln) — духовное княжество в составе Священной Римской империи, существовавшее с X по начало XIX вв. Оно занимало территорию, находящуюся в собственности католического архидиоцеза Кёльна (нем. Erzbistum Köln), и управлялось архиепископом, обладавшим правами курфюрста Священной Римской империи. До 1289 года столицей курфюршества был Кёльн, после этого года — Бонн. Духовное княжество было секуляризовано постановлением от 1803 года, накануне роспуска империи.

## История
На месте Кёльна располагалась ещё древнеримская Колония Агриппина, и ещё с римских времён там размещалась резиденция епископа. В 953 году архиепископы Кёльна впервые получил заметную светскую власть, когда епископ Бруно был сделан своим братом — императором Оттоном I — герцогом Лотарингским. Чтобы ослабить феодалов, угрожавших его власти, Оттон I наделил Бруно и его преемников на посту архиепископов прерогативами светских князей. Это положило начало статусу Кёльна как курфюршества. Территорию курфюршества составили временные владения архиепископа, включая полосу по левому берегу Рейна к востоку от Юлиха и вестфальские земели на правом берегу Рейна.
В конце XII века право избирать императора Священной Римской империи было закреплено за коллегией из семи выборщиков — четырёх светских и трёх духовных — и архиепископство Кёльнское вошло в их число. Помимо звания курфюрста Империи, архиепископ Кёльнский также был эрцканцлером Италии (технически — с 1238 года, постоянно — с 1263 по 1803). В результате битвы при Воррингене 1288 года Кёльн получил независимость от архиепископа, поэтому резиденция последнего была перенесена в Бонн. В 1368 году архиепископ Кёльна выкупил за 130 000 гульденов у последнего бездетного графа Арнсберг его титул и владения, на которые также претендовали графы Марк.
В XVI веке два кёльнских архиепископа перешли в протестантизм. Герман фон Вид, приняв лютеранство, под давлением Гроппера был вынужден в 1540-е гг. оставить пост архиепископа. Один из его преемников, Гебхард фон Вальдбург, перейдя в 1582 году в кальвинизм, попытался секуляризовать архиепископство, что привело к Кёльнской войне, в ходе которой баварская армия возвела на кафедру баварского же принца Эрнста — первый крупный успех контрреформации в Германии. Начиная с этого времени и до середины XVIII века архиепископы Кёльнские принадлежали к младшей по отношению к правителям Баварии линии рода Виттельсбахов.
С 1795 года территории архиепископства на левом берегу Рейна были оккупированы Францией, и формально аннексированы ею в 1801 году. В 1803 году Заключительное постановление имперской депутации секуляризовало остатки архиепископства, передав герцогство Вестфалия ландграфству Гессен-Дармштадт.
Герб курфюршества повлиял на гербы немецких городов, находившихся в его составе: в них присутствует чёрный крест на белом фоне. В 1824 году Кёльн вновь стал резиденцией архиепископа Кёльнского римско-католического архидиоцеза, и выполняет эту функцию по сей день.
|                 |  |                           |  |                                                                   |
| Кёльнский собор |  | Дворец курфюрстов в Бонне |  | Дворцы Аугустусбург и Фалькенлуст — памятники Всемирного наследия |